# Chunchanahalli, Belur
Chunchanahalli là một làng thuộc tehsil Belur, huyện Hassan, bang Karnataka, Ấn Độ.